# Волков, Павел Михайлович
Па́вел Миха́йлович Во́лков (29 июня 1897, Поворино — 10 июля 1970, Москва) — советский актёр театра и кино. Заслуженный артист РСФСР (1967).

## Биография
Родился в крестьянской семье в селе Поворино (ныне город, районный центр в Воронежской области). В 1919 году по окончании средней школы в селе Николаевский городок (Саратовский уезд) получил направление агрономом в совхоз.
В 1920 году поступил на агрономический факультет Саратовского университета и в том же году в Высшие государственные мастерские театрального искусства в Саратове (Саратовский театральный техникум — с 1923 года). К третьему году обучения предпочёл остаться только в театральном, параллельно в 1921—1923 годах принимал участие в спектаклях Детского театра. По окончании техникума в 1923 году остался преподавать ритмику с акробатикой.
В 1925 году отправился в качестве старателя на золотой прииск в посёлок Незаметный (город Алдан — с 1939 года), также был заведующим клубом. В 1926 году из-за травмы при падении в забой был вынужден уехать лечиться.
Артист Московского передвижного организационного синтетического театра Международного Красного стадиона и Осоавиахима СССР, а затем и его руководитель. Гастролируя, в 1928 году вновь оказался в Якутии и в 1930 году стал директором театра при золотых приисках. Артист Ашхабадского русского театра с 1931 года, в 1932 году получил приглашение войти в труппу вновь образованного Ленинградского драматического театра областного совета профессиональных союзов (ЛОСПС) под руководством А. Б. Винера.
С 1931 года снимался в кино, чаще всего исполняя положительных героев. Первые годы войны провёл на Дальнем Востоке, куда в 1940 году уехал гастролировать с театром, выступал перед воинскими частями Дальневосточного фронта. В 1943 году по приказу Комитета по делам искусств СССР был откомандирован в Алма-Ату для съёмок в фильме братьев Васильевых «Фронт». С 1944 года вновь в Ленинграде, в актёрском штате киностудии «Ленфильм».
В 1949 году, в связи с ликвидацией штата, был переведён в Москву, в Театр-студию киноактёра, где был занят в спектаклях А. Плотникова, А. Дикого и других режиссёров. Прослужил в театре до 1963 года.
Скончался 10 июля 1970 года в Москве. Урна с прахом захоронена в колумбарии Введенского кладбища.

### Семья
- первая жена — Мирра Абрамовна Волкова, пианистка;
- вторая жена — Елена Игнатьева, актриса;
  - дочь — Наталья Павловна Волкова, актриса, галерист[1].

## Театральные работы
- 1948 — «Софья Ковалевская» Братьев Тур — Левкоев
- 1950 — «Три солдата» Ю. Егорова и Ю. Победоносцева — Досаев
- 1952 — «Бедность не порок» А. Островского — Любим Торцов
- 1952 — «Дети Ванюшина» С. Найдёнова — Ванюшин

## Фильмография
- 1931 — Златые горы — рабочий
- 1934 — Юность Максима — рабочий
- 1934 — Секрет фирмы — Власов, председатель укома
- 1935 — Дубровский — Архип
- 1935 — Подруги
- 1935 — Крестьяне — крестьянин (не указан в титрах)
- 1936 — Путешествие в Арзрум — кучер (не указан в титрах)
- 1937 — Волочаевские дни
- 1937 — За Советскую Родину
- 1938 — Комсомольск — Степан Никитич
- 1939 — Учитель — Иван Фёдорович
- 1939 — Четвёртый перископ — член Военного Совета, бригадный комиссар
- 1943 — Фронт — Мирон Горлов
- 1945 — Великий перелом — Степан
- 1946 — Сын полка — Василий Иванович Ковалёв
- 1947 — Возвращение с победой — Мельников
- 1949 — Звезда — разведчик
- 1949 — Счастливого плавания! — Булат, мичман
- 1951 — В степи — Анисим Иванович, председатель колхоза
- 1951 — Незабываемый 1919-й
- 1953 — Адмирал Ушаков — Ермолаев, лекарь
- 1953 — Корабли штурмуют бастионы — Ермолаев, лекарь
- 1953 — Степные зори — Нестеренко
- 1954 — Дети партизана — дед Якуб
- 1954 — Морской охотник — Макар Макарович
- 1955 — Гость с Кубани — Пётр Семёнович Жигалов
- 1955 — Мать — Сизов
- 1957 — Тугой узел — Федосий Мургин
- 1958 — У тихой пристани — Кузьмич, дворник
- 1958 — Улица молодости Григорий Платонович Мостовой
- 1959 — Ссора в Лукашах — Копылов
- 1959 — Судьба человека — Иван Тимофеевич
- 1959 — Человек меняет кожу
- 1960 — Хлеб и розы
- 1961 — Алые паруса — Польдишок
- 1961 — День, когда исполняется 30 лет
- 1961 — Сердце не прощает
- 1962 — Весёлые истории — почтальон
- 1962 — Суд
- 1964 — Товарищ Арсений — рабочий на митинге
- 1965 — Чёрный бизнес — Борис Николаевич, врач психоневрологического диспансера
- 1967 — Дом и хозяин — бухгалтер
- 1968 — Первая любовь
- 1969 — Сердце Бонивура — Верхотуров

## Почётные звания
- Заслуженный артист РСФСР (12 июля 1967)[2].